# Isole di Borisjak
Le isole di Borisjak (in russo: Острова Борисяка, ostrova Borisjaka) sono un gruppo di isole russe nell'Oceano Artico che fanno parte dell'arcipelago della Terra di Francesco Giuseppe.

## Geografia
Le isole di Borisjak si trovano nella parte meridionale della Terra di Francesco Giuseppe, a 900 m dalla costa sud dell'Isola di McClintock; sono 8 isolotti posti a poca distanza l'uno dall'altro; le due isole maggiori sono lunghe rispettivamente 1,5 km e 900 m, mentre le rimanenti 6 non superano i cento metri di lunghezza. Non sono coperte di ghiaccio. Il rilievo più alto si trova sull'isola maggiore e raggiunge i 41 m s.l.m.
L'isola è stata così chiamata dal nome del paleontologo e geologo russo Aleksej Borisjak.

## Isole adiacenti
- Isola di McClintock (Остров Мак-Клинтока, ostrov Mak-Klintoka), a nord.
- Isola di Aagaard (Остров Огорд, ostrov Ogord), a sud-ovest.
- Isole di Ljuriki (Острова Люрики, ostrova Ljuriki), a ovest.